# Vanessa Marcil
Sally Vanessa Ortiz (født 15. oktober 1968) er en amerikansk skuespillerinde, som er bedst kendt for sin rolle som Gina Kincaid i tv-serien Beverly Hills 90210.

## Biografi

### Opvækst
Marcil, den yngste af 4 børn, er født den 15. oktober 1968 i Indio, Californien, USA, som datter af Patricia (pigenavn Marcil), en farmaceut og Peter Ortiz, en kontraktør og selv-skabt millionær . Hendes forældre er i dag separeret . Marcil voksede op i Palm Desert med sine 2 ældre søstre, Tina og Sherry og sin ældre bror Sam. Hun gik på "College of the Desert" i Californien, hvor hun studerede jura. Marcils far er af mexicansk afstamning og hendes mor er af fransk, italiensk og portugisisk afstamning .

### Karriere
Marcil havde flere teater-roller inden hun fik rolle som Brenda Barrett i sæbeoperaen General Hospital i 1992. Hun fik 3 "Daytime Emmy Award"-nomineringer (1997, 1998 og 2003) for sin rolle, og hun vandt en "Daytime Emmy Award" i kategorien "Outstanding Supporting Actress in a Drama Series". I 1998 blev hun valgt til "Outstanding Lead Actress" ved "Soap Opera Digest Awards". 
Efter 6 år med General Hospital, forlod hun serien i 1998 (havde en kort tilbagevenden i 2002), for at være med i tv-filmen To Love, Honor and Deceive og havde en tilbagevendende gæsterolle i politidramaet High Incident, produceret af Steven Spielberg. Marcil sluttede sig til tv-serien Beverly Hills 90210 i november 1998 som Gina og var med i serien halvanden sæson. Marcil havde sin filmdebut i The Rock, hvor hun spillede overfor skuespillere som Nicolas Cage, Sean Connery og Ed Harris. I 1999, var hun med i 2 selvstændige film; Nice Guys Sleep Alone med Sean O'Bryan og This Space Between Us med Jeremy Sisto.
I 2001, fik Marcil "Sojourn Service Award" og hjalp "Sojourn Services for Battered Women" og deres børn, ved at være vært for velgørenhedsarrangementer og ved at være med i Wheel of Fortune, for at skaffe penge til organisationen. Gennem sit velgørenhedsarbejde, håber hun at hun kan være med til at få stoppet vold og hjælpe voldsramte kvinder med få styr på deres liv. 
Marcil har tidligere været med i NBC-serien Las Vegas som Samantha Jane "Sam" Marquez. Marcil har været med i flere "mande-blade" bl.a. Stuff, FHM, and Maxim. Hun blev #19 på Maxims "Hot 100 of 500" og var forsidepige i samme blad, som listen blev trykt i. I 2006 var hun helt nede på en #92. plads .
Først i 2008, tilbød ABC Marcil chancen for at få en begrænset tilbagevendende rolle i General Hospital, som Brenda Barrett. Hun mangler endnu at svare.

### Privat
Marcil var gift med Corey Feldman fra 1989 til 1991. Hun var forlovet med General Hospital-kollegaen Tyler Christopher, men de blev aldrig gift. Hun var kæreste med Beverly Hills 90210-kollegaen Brian Austin Green fra 2002 til 2003 (offentligt var de forlovet, men det har Marcil benægtet i et interview i Stuff Magazine). De to fik en søn sammen, Kassius Lijah Marcil-Green (født 30. marts 2002). I øjeblikket bor hun sammen med hendes kæreste Ben Younger og sin søn i Brooklyn, New York.

Hun er også gode venner med sin tidligere medskuespiller Ingo Rademacher .

### Trivia
- Som barn, fik Marcil muligheden for at springe 2. klasse over sammen med en ven, men hendes forældre afslog.
- Marcil har en tatovering på lænden, som symboliserer kærlighed og fred.
- Er vegetar.
- Er 1.63.
- Er opkaldt efter skuespillerinden Vanessa Redgrave og navnet Sally efter sin bedstemor.
- Hun har designet en kollektion af børnetøj, der hedder "Kass" (opkaldt efter hendes søn), til børn i Afrika. Overskuddet skulle gå til at bygge skoler og hjælpe fattige mødre og børn.
- Hun blev tilbudt rollen som Nell Porter i tv-serien Ally, men måtte afslå fordi hun allerede havde skrevet kontrakt til Beverly Hills 90210. Rollen gik derfor til Portia de Rossi.
- Hun gik til auditionen til rollen som Nancy i filmen I Know What You Did Last Summer, men rollen gik til Jennifer Esposito, fordi instruktøren frygtede, at hendes skønhed ville tage opmærksomheden væk fra filmens hovedrolle.

## Filmografi
| År        | Titel                       | Rolle               | Bemærkninger                                                    |
| --------- | --------------------------- | ------------------- | --------------------------------------------------------------- |
| 1995      | The Undertaker              | ---                 |                                                                 |
| 1996      | General Hospital            | Brenda Barrett      | 8 episoder i serien                                             |
| 1996      | The Rock                    | Carla Pestalozzi    |                                                                 |
| 1996      | To Love, Honor, and Deceive | Sydney Carpenter    | Tv-film                                                         |
| 1997      | 976-WISH                    | Danielle            |                                                                 |
| 1997      | High Incident               | Kerry Andrews       | Episoderne: Remote Control Hot Wire                             |
| 1998-2000 | Beverly Hills 90210         | Gina Kincaid        | 37 episoder i serien                                            |
| 1999      | Nice Guys Sleep Alone       | Erin                |                                                                 |
| 2000      | This Space Between Us       | Maggie Harty        |                                                                 |
| 2001      | Spin City                   | Skøre Kara          | Episoden: A Shot in the Dark: Part 2                            |
| 2001-2003 | NYPD Blue                   | Det. Carmen Olivera | Episoderne: Johnny Got His Gold Shear Stupidity                 |
| 2002      | Storm Watch                 | Tess Woodward       |                                                                 |
| 2004-2005 | Crossing Jordan             | Sam Marquez         | Episoderne: What Happens in Vegas Dies in Boston Luck Be a Lady |
| 2003-2008 | Las Vegas                   | Sam Marquez         | 106 episoder i serien                                           |

### Awards & nomineringer
Daytime Emmy Awards
- 1997: Nomineret: "Outstanding Supporting Actress in a Drama Series" for: General Hospital
- 1998: Nomineret: "Outstanding Supporting Actress in a Drama Series" for: General Hospital
- 2003: Vandt: "Outstanding Supporting Actress in a Drama Series" for: General Hospital

Soap Opera Digest Awards
- 1994: Nomineret: "Outstanding Female Newcomer" for: General Hospital
- 1995: Nomineret: "Hottest Soap Couple" for: General Hospital – Delt med Maurice Benard
- 1997: Vandt: "Hottest Female Star" for: General Hospital
- 1998: Vandt: "Outstanding Lead Actress" for: General Hospital
- 2003: Vandt: "Favorite Return" for: General Hospital